# Boulder megye
Boulder megye az Amerikai Egyesült Államokban, azon belül Colorado államban található. Megyeszékhelye és legnagyobb városa Boulder. Lakosainak száma 330 758 fő (2020. április 1.).

## Szomszédos megyék
- Larimer megye (észak)
- Weld megye (kelet)
- Broomfield megye (délkelet)
- Jefferson megye (dél)
- Gilpin megye (dél)
- Grand megye (nyugat)

## Népesség
A megye népességének változása:
| Lakosok száma | 296 318 | 300 506 | 305 297 | 310 048 | 319 372 | 330 758 |
|               | 2010    | 2011    | 2012    | 2013    | 2015    | 2020    |